# Estação Saint-Fargeau
Saint-Fargeau é uma estação da Linha 3 bis do Metrô de Paris, localizada no 20.º arrondissement de Paris.

## Situação
A estação está situada na avenue Gambetta, no cruzamento com a rue Haxo e a rue Saint-Fargeau.

## História
A estação foi aberta em 27 de novembro de 1921 com o lançamento da extensão da linha 3 de Gambetta a Porte des Lilas.
Ela deve o seu nome à sua localização sob a place Saint-Fargeau, no cruzamento com a rua epônima, que presta homenagem ao político Louis-Michel Lepeletier de Saint-Fargeau (1760-1793) que, de deputado da nobreza, tornou-se revolucionário. Fiel à Convenção, ele votou a execução de Luís XVI, na véspera da qual ele foi assassinado pelo realista Pâris.
Em 27 de março de 1971, a estação foi cedida à linha 3 bis, que resultou do isolamento do trecho Gambetta - Porte des Lilas na forma de uma linha autônoma, seguindo a extensão da primeira linha até Gallieni.
Como parte do programa "Renovação do Metrô" da RATP, os corredores da estação e a iluminação das plataformas foram renovados em 12 de novembro de 2003.
Em 2011, 979 912 passageiros entraram nesta estação. Ela viu entrar 884 413 passageiros em 2013, o que a coloca na 294ª posição das estações de metrô por sua frequência em 302.

## Serviços aos Passageiros

### Acessos
A estação tem um acesso único que leva à place Saint-Fargeau, de frente para a avenue Gambetta, na forma de uma edícula original projetada por Charles Plumet, um recurso que compartilha apenas com as estações Pelleport e Porte des Lilas entre os quais ela se interpõe. Tem dois elevadores rodeados por uma série de escadas fixas.

### Plataformas
Saint-Fargeau é uma estação de configuração padrão: ela tem duas plataformas laterais separadas pelas vias do metrô e a abóbada é elíptica. A decoração é do estilo utilizado pela maioria das estações de metrô: as faixas de iluminação são brancas e arredondadas no estilo "Gaudin" da renovação do metrô da década de 2000, e as telhas em cerâmica brancas biseladas recobrem os pés-direitos, a abóbada e os tímpanos. Os quadros publicitários são em faiança de cor de mel e o nome da estação também é em faiança no estilo da CMP original. Os assentos do estilo "Motte" também são brancos.
Com a exceção da cor dos bancos, esta decoração é completamente idêntica à da estação vizinha, Pelleport.

### Intermodalidade
A estação é servida pelas linhas 61, 64 e 96 da rede de ônibus RATP.

Galeria de fotografias
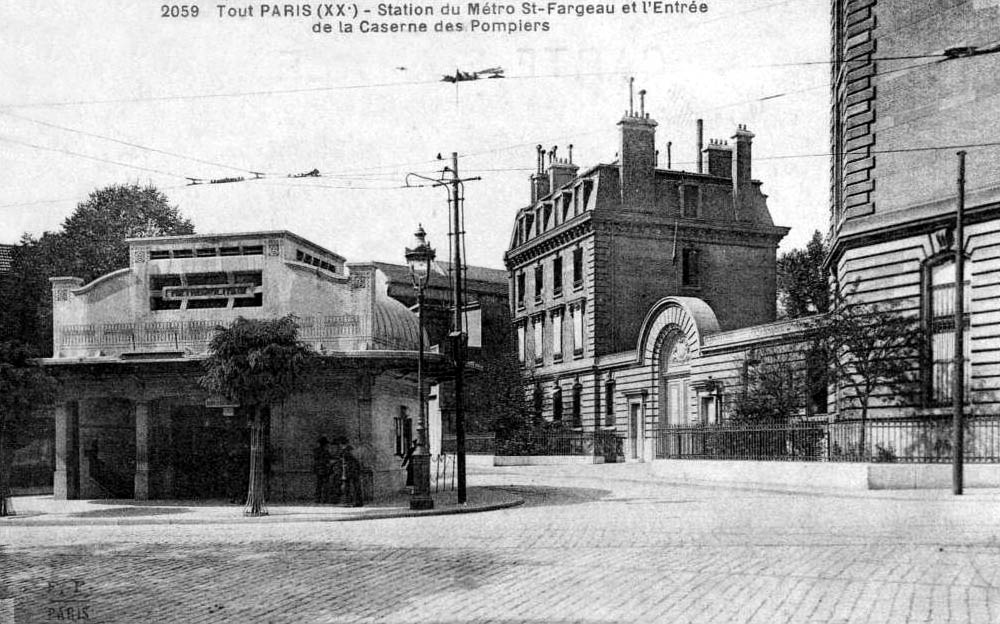
A entrada para a estação por volta de 1920.
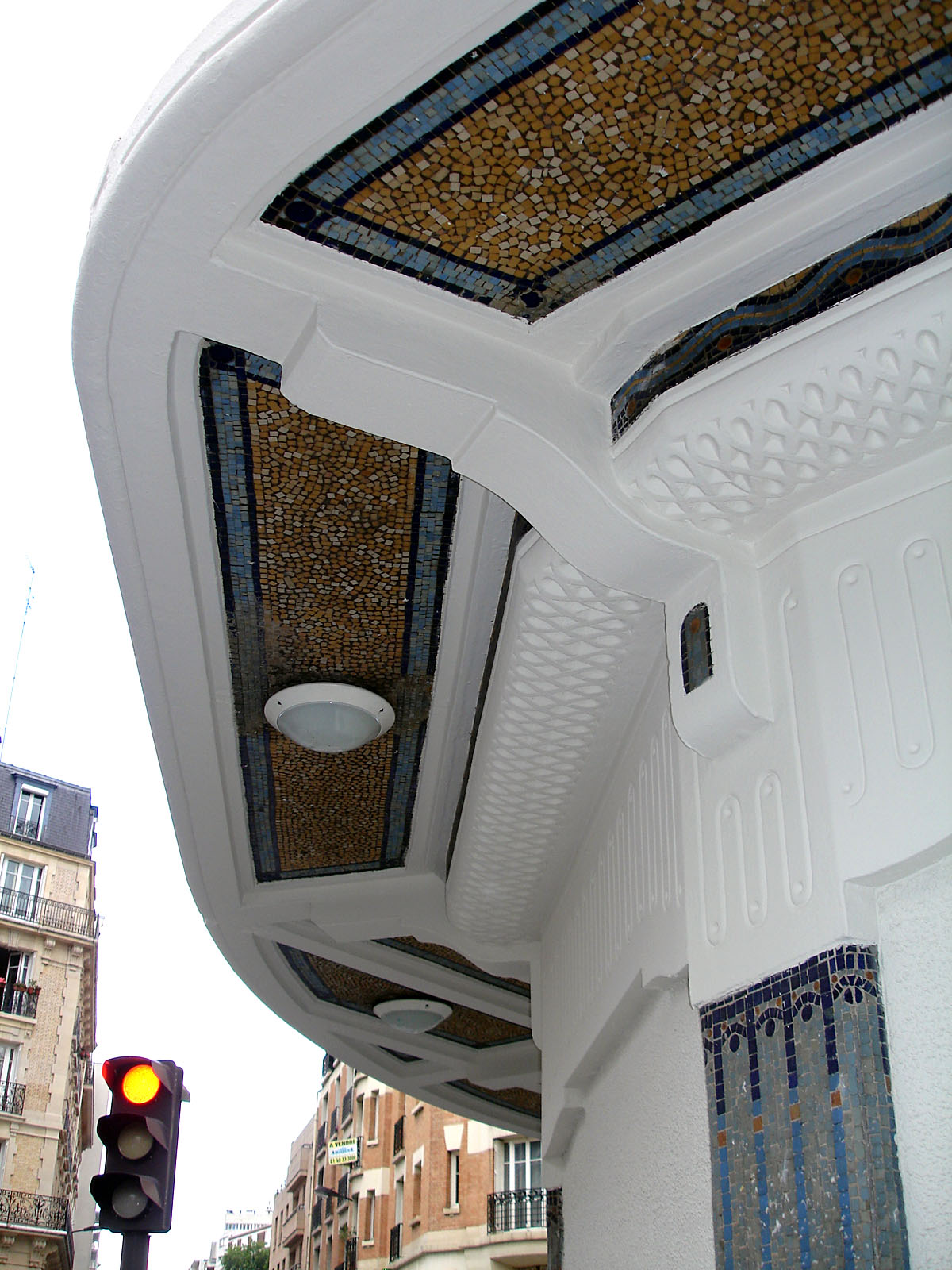
Detalhes da edícula de acesso.
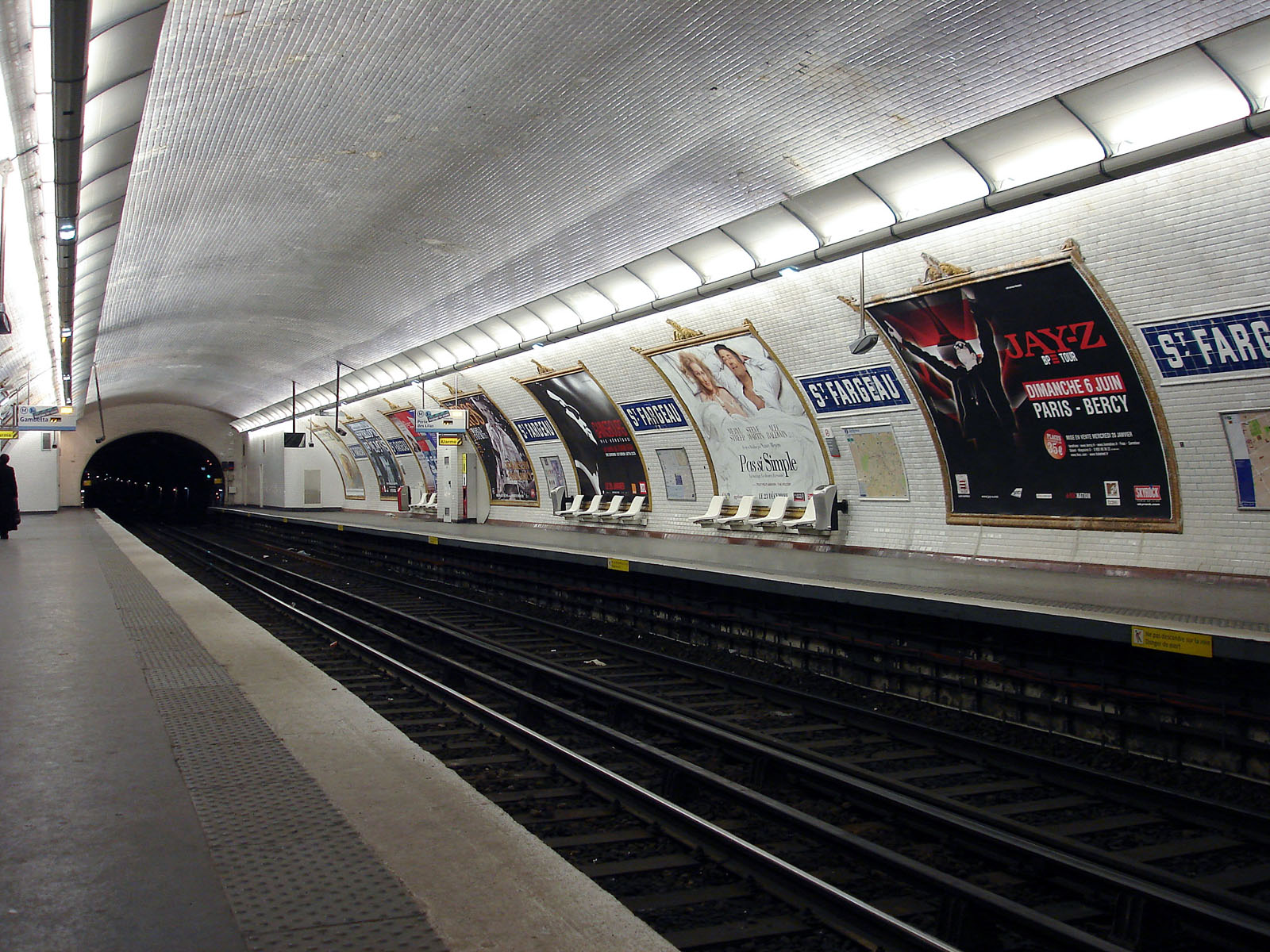
As plataformas da estação.